# Munitionsaufklärung

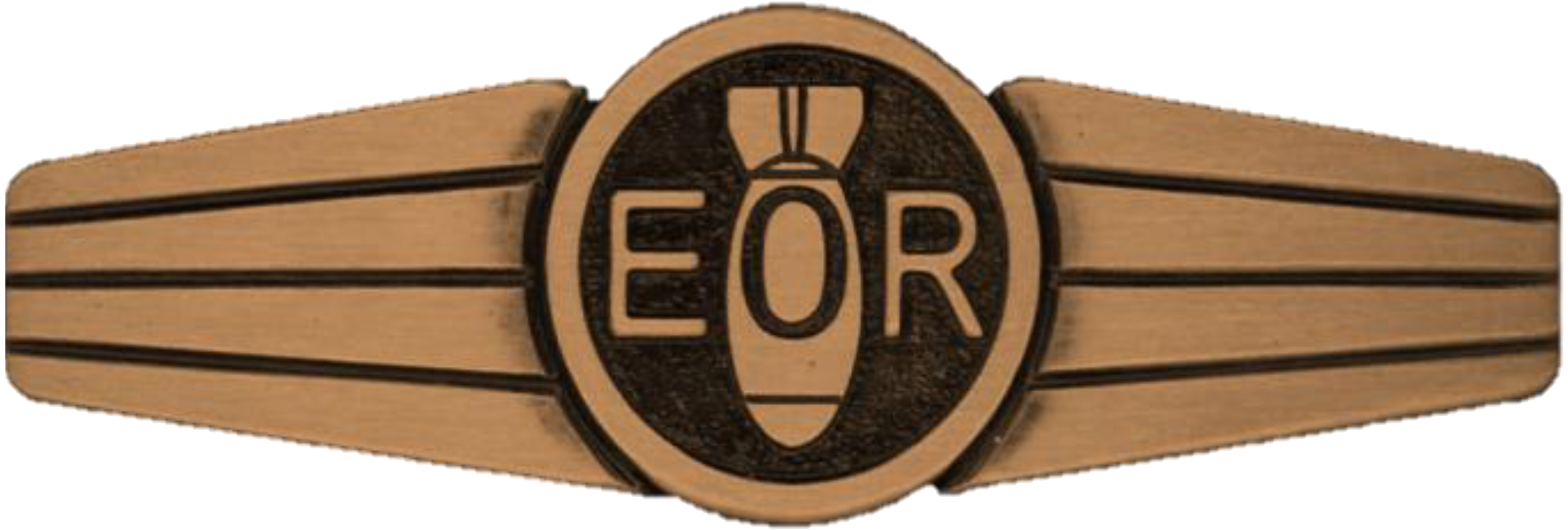
Tätigkeitsabzeichen für Soldaten der Bundeswehr

Munitionsaufklärung (international verwendete Abkürzung ist EOR englisch explosive ordnance reconnaissance) bezeichnet das Lokalisieren und Bestimmen von Munition, wobei mit Munition hier nicht nur Geschosskörper, sondern explosive Vorrichtungen aller Art gemeint sind. Zu den Aufgaben kann auch das Durchführen von Absperr- und Schutzmaßnahmen gehören.
Diese bei Streitkräften und Polizeien anzutreffende Tätigkeit wird von Munitionssachkundigen (Feuerwerkergehilfen) ausgeführt. Der Munitionsaufklärungsdienst wird entweder als selbständiger Dienst oder als Teil des Munitionsräumdienstes geführt.